# Kenton Couse
Kenton Couse (1721 - 10 octobre 1790) est un architecte anglais. 

## Biographie
Couse est né le 1er mars 1721, le fils aîné et seul enfant survivant de Josias Couse (1693 ?–1755), un orfèvre et drapier en lin de Cheapside, Londres, et de sa femme, Margaret (1698– ?), fille d'Alexander Kenton., maître marinier .
Il est apprenti chez Henry Flitcroft dont le patronage lui vaut des postes au Bureau des travaux. Couse devient par la suite secrétaire du bureau de 1775 à 1782. Son travail le plus célèbre en tant qu'architecte est le remodelage du 10 Downing Street de 1766 à 1775. De plus, il est co-concepteur du Richmond Bridge à Londres, arpenteur du Chertsey Bridge à Surrey et concepteur du Normanton Hall à Rutland, depuis démoli.
En 1756, à la demande de Charles Townshend, il transforme la porte du 10 Downing Street, ce qui donne une porte étroite et modeste de style géorgien, composée d'une seule marche en pierre blanche menant à une modeste façade en brique. 

## liens externes
- Ressources relatives aux beaux-arts :   - Artists of the World Online
  - Union List of Artist Names
- Notice dans un dictionnaire ou une encyclopédie généraliste :   - Oxford Dictionary of National Biography
- Notices d'autorité :   - VIAF